# Fahd Moufi
Fahd Moufi (in arabo فهد موفي‎?; Mulhouse, 5 maggio 1996) è un calciatore francese naturalizzato marocchino, difensore del Wydad Casablanca.

## Caratteristiche tecniche
È un terzino destro.

## Carriera

### Club
Cresciuto nel settore giovanile dell'Olympique Lione, ha esordito con la squadra riserve il 1º marzo 2014 disputando l'incontro di CFA2 perso 3-1 contro il Moulins.
Nel 2016 è stato ceduto in prestito annuale al Sedan, dove ha collezionato 19 presenze in Championnat National.
Il 17 luglio 2017 si è trasferito a titolo definitivo al Tondela, con cui ha trascorso un triennio nella prima divisione portoghese, torneo nel quale ha poi giocato anche dal 2020 al 2023 ma con la maglia della Portimonense.
L'11 luglio 2023 si accasa da svincolato tra le file dell'Hajduk Spalato, club della prima divisione croata, firmando un contratto valido fino all'estate del 2026 con opzione di rinnovo ad un altro anno. Il 12 gennaio 2025 rescinde consensualmente il suo contratto con il club spalatino.
Il giorno seguente si accasa da svincolato al Wydad Casablanca.

### Nazionale
Ha giocato nelle nazionali giovanili marocchine Under-17, Under-20 ed Under-23.